# 임효명
임효명(任孝明) 또는 임효순(任孝順)은 고려의 문신으로 권합문지후(權閤門祗候), 전중내급사(殿中內給事), 추밀부사(樞密副使) 등을 역임하였다. 조부는 문하시중 임원후이며, 부친은 문하시랑평장사 임유이다. 무신집권자 최충헌의 사위이다.
1. ↑  http://encykorea.aks.ac.kr/Contents/SearchNavi?keyword=%EC%9E%A5%ED%9D%A5%20%EC%9E%84%EC%94%A8&ridx=107&tot=135